# Tylophora pilosa
Tylophora pilosa är en oleanderväxtart som beskrevs av Julien Noël Costantin. Tylophora pilosa ingår i släktet Tylophora och familjen oleanderväxter. Inga underarter finns listade i Catalogue of Life.